# Sankt Anna
Sankt Anna var ifølge traditionen Jomfru Marias moder. I kristen tradition har hun dermed en særlig rolle, som Marias opdrager og som mormor til Jesus Kristus. Dette er særligt betydningsfuldt i de kirkesamfund, som praktiserer helgendyrkelse. Hverken Anna eller hendes mand Joachim er nævnt i Det nye testamente. Den ældste omtale er i Jakobs Forevangelium fra det 2. århundrede, men der er ingen grund til at fæste lid til dette som en historisk korrekt fremstilling. I mangel på oplysninger om dem kaldes de Anna og Joachim.
Hun er ofte kendt under tilnavnet Anna selvtredje, som refererer til den kendteste fremstilling af hende i kunsten: Siddende med Jomfru Maria på skødet, der igen har Jesusbarnet som i sit skød. 
I Den katolske kirke er hun formelt omtalt som "Guds allerhelligste mors hellige mor".
Hun fejres i den romersk-katolske kirke sammen med sin mand Joachim den 26. juli. Det er desuden en ekstra festdag den 9. december, dagen efter festen for Mariæ undfangelse. I ortodokse kirke fejres parret sammen den 9. september.
Anna var før reformationen en vigtig helgen i Norden. Hun var den beskyttende værnehelgen for en rækker grupper, og dertil blev hun og Joachim af flere ordenssamfund fremhævet som et forbillede for ægtepar. Ligeledes blev Anna også billedet på den perfekte mormor. 

## Relikvier
Hendes jordiske rester skal været bragt til Konstantinopel i år 710. I 1333 var de fortsat i Hagia Sophia, men herefter blev de så delt mellem Jerusalem og Rom. I Rom findes der afbildninger af hende fra det 700-tallet i Santa Maria Antiqua, hvorfor hendes helgendyrkelse her er af betydelig ælde. 
Senere har en række steder hævdet, at de besidder relikvier fra den hellige Anna: Düren i Rhinland (hovedet), Wien (en arm), Apt-en-Provençe, Canterbury, Reading og Durham. Ifølge traditionen i Apt ble hendes legeme bragt dertil af Lazarus, gemt væk af Auspicius i det 300-tallet og så genfundet under Karl den Store. I 1664 blev de lagt i et smukt kapel. Hovedet blev ifølge en anden tradition opbevaret i Mainz indtil 1510, hvor det blev stjålet og bragt til Düren. 
Det er ikke sammenhæng mellem de forskellige traditioner, og der er derfor ingen sikker viden, hvorvidt nogen af de angivelige relikvier er ægte.